# Шиманово (Сьремський повіт)
Шиманово (пол. Szymanowo, нім. Seedorf) — село в Польщі, у гміні Сьрем Сьремського повіту Великопольського воєводства.
Населення — 204 особи (2011).
У 1975-1998 роках село належало до Познанського воєводства.

## Демографія
Демографічна структура станом на 31 березня 2011 року:
|          | Загалом | Допрацездатний вік | Працездатний вік | Постпрацездатний вік |
| -------- | ------- | ------------------ | ---------------- | -------------------- |
| Чоловіки | 109     | 31                 | 70               | 8                    |
| Жінки    | 95      | 21                 | 56               | 18                   |
| Разом    | 204     | 52                 | 126              | 26                   |